# Sainte-Baume occidentale
Sainte-Baume occidentale este o arie protejată (arie de protecție specială avifaunistică — SPA) din Franța întinsă pe o suprafață de 5.872 ha, integral pe uscat.

## Localizare
Centrul sitului Sainte-Baume occidentale este situat la coordonatele 43°19′11″N 5°40′13″E / 43.31982°N 5.67021°E.

## Înființare
Situl Sainte-Baume occidentale a fost declarat arie de protecție specială avifaunistică în baza directivei 79/409 din 1979 referitoare la conservarea păsărilor sălbatice pentru a proteja 17 specii de animale.

## Biodiversitate
Situată în ecoregiunea mediteraneană, aria protejată nu include niciun habitat protejat.
La baza desemnării sitului se află mai multe specii protejate de  păsări (17): fâsă-de-câmp (Anthus campestris), buha (Bubo bubo), caprimulg (Caprimulgus europaeus), șerpar (Circaetus gallicus), erete vânăt (Circus cyaneus), ciocănitoare neagră (Dryocopus martius), presură de grădină (Emberiza hortulana), șoim de iarnă (Falco columbarius), șoim călător (Falco peregrinus), vulturul pleșuv sur (Gyps fulvus), Hieraaetus fasciatus, sfrâncioc roșiatic (Lanius collurio), ciocârlie de pădure (Lullula arborea), gaia neagră (Milvus migrans), viespar (Pernis apivorus), Pyrrhocorax pyrrhocorax, silvie de tufiș (Sylvia undata).
Pe lângă speciile protejate, pe teritoriul sitului au mai fost identificate 16 specii de păsări.